# Deportivo Miranda FC
Deportivo Miranda Fútbol Club (bis 2010 Deportivo Italia Fútbol Club; bis 2023 Deportivo Petare Fútbol Club) ist ein venezolanischer Fußballverein aus Caracas. Der Verein wurde 1948 gegründet und trägt seine Heimspiele im Estadio Olímpico de la Universidad Central de Venezuela aus, das Platz für 24.900 Zuschauer bietet. Deportivo Miranda wurde fünfmal venezolanischer Fußballmeister.

## Geschichte

### Anfänge
Deportivo Miranda wurde am 18. August 1948 unter dem Namen Deportivo Italia in Caracas, der Hauptstadt Venezuelas, gegründet. Der Name des Vereins ist auf die italienische Herkunft der Gründer Carlo Pescifeltri, Lorenzo Tommasi, Bruno Bianchi, Giordano Valentini, Samuel Rovatti, Angelo Bragaglia, Giovanni de Stefano, Giuseppe Pane und Alfredo Sacchi zurückzuführen. Auch die Vereinsfarben wähle man in Anlehnung an Italien. So spielte Deportivo Italia in den Farben der Squadra Azzurra, also in blau und weiß. Heutzutage nutzt der Verein die ursprünglichen Trikots bei Auswärtsspielen, die Heimtrikots bestehen seit dem Namenswechsel zu Deportivo Miranda 2010 aus den Farben schwarz und weiß.

### Die D’Ambrosio-Ära
Im Jahre 1958 übernahm Mino D’Ambrosio zusammen mit seinem Bruder Pompeo die Führung bei Deportivo Italia. Mit finanzieller Unterstützung, Pompeo D’Ambrosio besaß eine der größten Banken Venezuelas, war Deportivo Italia in den zwanzig Jahren der Führung durch die D’Ambrosio-Brüder der erfolgreichste Verein Venezuelas.

#### Erfolge in Liga und Pokal

Logo des ehemaligen Deportivo Italia

Vier Mal gewann Deportivo Italia in dieser Zeit die venezolanische Fußballmeisterschaft. Allein in den Sechzigerjahren gelang der Titelgewinn dreimal. Nachdem 1961 der erste Titelgewinn geglückt war, wiederholte Deportivo Italia die Meisterschaft zwei Jahre darauf durch einen Sieg im Endspiel gegen Deportivo Portuguesa, das heutige Portuguesa FC, nachdem man nach Ende der Meisterschaft, die im Ligamodus ausgetragen wurde, punktgleich war. 1966 wurde Deportivo Italia zum dritten Mal venezolanischer Fußballmeister. Wiederum konnte Deportivo Portuguesa auf den zweiten Tabellenrang verwiesen werden. Erst 1972 konnte Deportivo Italia nach drei Vizemeisterschaften in den Jahren 1968, 1970 und 1971 wieder die nationale Meisterschaft gewinnen, diesmal stand man in der Tabelle auf dem ersten Rang vor Deportivo Galicia. Die Saison 1972 war die für lange Zeit letzte erfolgreiche von Deportivo Italia in der nationalen Meisterschaft, es folgten 27 Jahre ohne Titel. Auch die Erfolge in der Copa Venezuela blieb jetzt aus. Zuvor hatte Deportivo Italia in den Jahren 1961, 1962 und 1970 dreimal den nationalen Pokalwettbewerb Venezuelas gewonnen.

#### DasPequeno Maracanaço
Durch die Erfolge auf nationaler Ebene konnte Deportivo Italia auch einige Male an der Copa Libertadores, dem wichtigsten Wettbewerb für Vereinsmannschaften in Südamerika, teilnehmen. Bei der Copa Libertadores 1971 traf man in der Gruppenphase auf Fluminense Rio de Janeiro. Nachdem man das Hinspiel in Caracas mit 0:6 verloren hatte, fuhr man als großer Außenseiter nach Rio de Janeiro. Im legendären Maracanã-Stadion, wo einst Uruguay als krasser Außenseiter gegen Brasilien im als Maracanaço bekannten entscheidenden Finalrundenspiel bei der Fußball-Weltmeisterschaft 1950 den Weltmeisterschaftstitel gewonnen hatte, siegte Deportivo Italia gegen das von Brasiliens Weltmeistertrainer Mário Zagallo trainierte Team von Fluminense durch ein Tor von Tenorio mit 1:0. Durch die Überraschung dieses Sieges an dem Ort einer der zuvor wohl größten Überraschungen der Weltmeisterschaftsgeschichte ging der Sieg von Deportivo Italia über Fluminense als Pequeno Maracanaço, zu deutsch Kleines Maracanaço in die Geschichte des venezolanischen Fußballs ein. Zum Weiterkommen reichte es zwar nicht, da dieser Sieg der einzige in diesem Wettbewerb für Deportivo Italia war, aber der Gegner aus Brasilien scheiterte nach der Niederlage, da man den zuvor sicher geglaubten ersten Tabellenrang noch an Palmeiras São Paulo abgeben musste.
Bereits zwei Jahre zuvor war Deportivo Italia in der Copa Libertadores eine Überraschung gelungen. Bei dem Turnier von 1969 überstand der Verein sensationell die Gruppenphase als Zweiter hinter Deportivo Cali aus Kolumbien. Dieser zweite Platz berechtigte zur Teilnahme an der zweiten Gruppenphase, wo Deportivo Italia allerdings Letzter wurde hinter CD Universidad Católica aus Chile und Club Cerro Porteño aus Paraguay. Das Erreichen der zweiten Gruppenphase bei der Copa Libertadores 1969 blieb bis heute der einzige Ausflug von Deportivo Italia in die zweite Runde des kontinentalen Wettbewerbs, bei neun weiteren Teilnahmen war in der ersten Runde oder bereits in der Qualifikation Endstation. Auch bei den beiden Teilnahmen an der Copa Sudamericana, 2003 und 2004, kam man nicht über die Qualifikationsrunde hinaus.

### Zeit der wenigen Erfolge

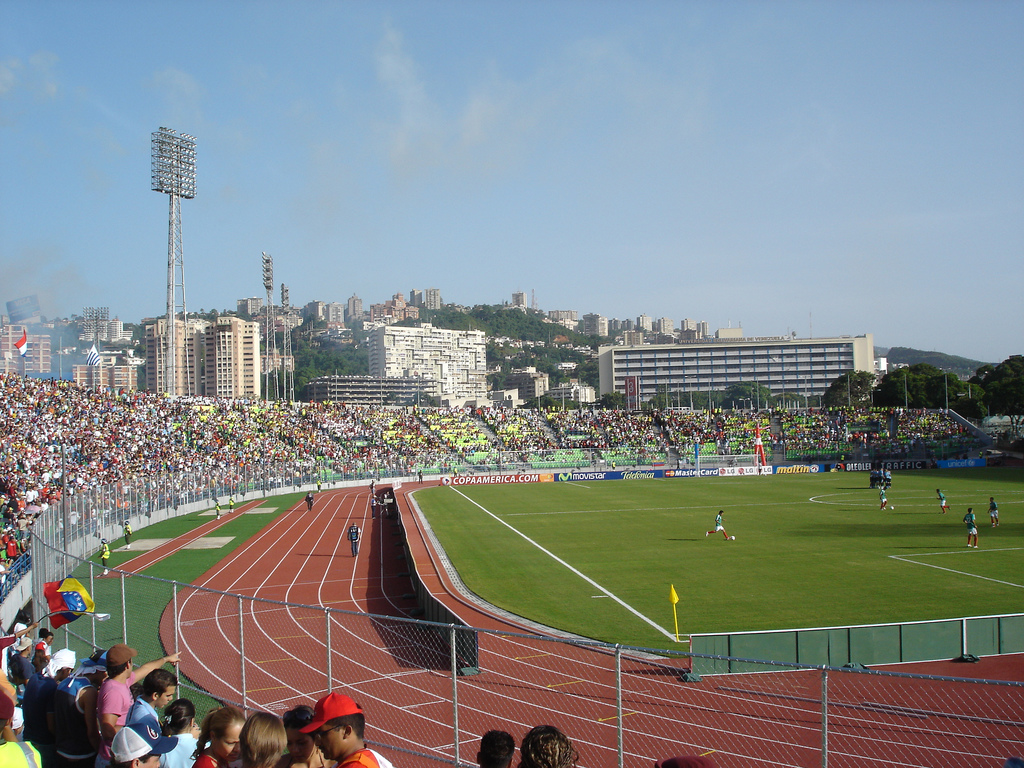
Das Stadion von Deportivo Miranda, das Estadio Olímpico in Caracas

Die Ära der D'Ambrosio-Brüder endete 1978. Mit dem Ausstieg der Klubführung endete auch die erfolgreiche Zeit von Deportivo Italia. Nach einigen Jahren im Mittelfeld der venezolanischen Liga änderte man den Namen des Vereins, er hieß ab August 1998 Deportivo Italchacao Fútbol Club. 1999 gewann Deportivo Italchacao die bis heute letzte venezolanische Meisterschaft für das heutige Deportivo Miranda. Doch auch der neue Name wurde nicht lang beibehalten, 2006 erfolgte die Rückbenennung zu Deportivo Italia. 2008/09 gewann Deportivo Italia unter Führung von Trainer Eduardo Saragó das Torneo Apertura, was zur Teilnahme an der Copa Libertadores 2010 berechtigte, wo Deportivo Italia als einziger Punktgewinn ein Unentschieden gegen Cruzeiro Belo Horizonte gelang.

### Aktuelle Entwicklung

Vereinslogo als Deportivo Petare bis 2023

Von Sommer 2010 bis Februar 2023 trug der Verein den Namen Deportivo Petare. Dann benannte sich der Klub in Deportivo Miranda um.

## Erfolge
- Primera División: 5× (1961, 1963, 1966, 1972, 1999)
- Copa Venezuela: 3× (1961, 1962, 1970)

## Bekannte Spieler
- Gilberto Angelucci
- José Carlos Fernández
- Raúl González Guzmán
- Hugo Maradona
- Dušan Maravić
- Stalin Rivas
- Renny Vega
- Leonel Vielma